# Хмельнюк, Валерий Яковлевич
Валерий Яковлевич Хмелльнюк (укр. Валерій Якович Хмельнюк; род. 16 января 1945, Днепропетровск) — городской голова города Черноморска (Одесская область) (1994—2020 гг.)  

## Биография
Родился 16 января 1945 года в городе Днепропетровске. С 1952 по 1960 г. учился в школе № 1 города Одессы, окончил 8 классов, затем — в железнодорожном училище и одновременно в школе рабочей молодежи.
После окончания училища — электромонтажник на Одесском заводе тяжелого краностроения им. Январского восстания.
- 1964—1967 служба в армии в пограничных войсках в Закавказье.

- 1967—1969 электромонтажник сборочные цеха Одесского завода тяжелого краностроения им. Январского восстания.
- 1969—1973 на комсомольской и партийной работе в Овидиопольском районе Одесской области.

В 1971 году окончил экономико-географический факультет Одесского государственного университета.
В 1973—1983 гг. на комсомольской и партийной работе Одесского обкома и Киевского района Одессы.
В 1978 году окончил экономический факультет Одесского института народного хозяйства.
1983—1985 первый секретарь Ильичевского городского комитета партии.
1986—1991 на партийной работе в ЦК КПУ и в Одесском горкоме партии.
С 1991 г. по 1994 г. — народный депутат Верховной Рады Украины 1 созыва (Таировский избирательный округ № 300).
1991 г. — 1994 г. член комиссии Верховной Рады Украины по вопросам планирования, бюджета, финансов и цен.
1992 г. — 1994 г. — директор Одесского производственного комбината ОСО Украины.

## Политическая деятельность
Шесть раз подряд избирался мэром города, набирая от 52,73 % до 94 % голосов избирателей.
Член КПСС с 1965 по 1991 год.
Член ЦК КПУ в 1990—1991 годах.
- 1994 — председатель Ильичевского городского совета.
- 1998 — председатель Ильичевского городского совета.
- 2002 — городской голова Ильичевского городского совета.
- 2006 — городской голова Ильичевского городского совета.
- 2010 — городской голова Ильичевского городского совета.
- 2015 — городской голова[5] Ильичевского городского совета[6].

Валерий Хмельнюк входит в состав правления Ассоциации городов Украины

## Деятельность на посту городского головы Черноморска
За время деятельности Валерия Хмельнюка в должности городского головы в Черноморске построено более 30 современных промышленных и транспортных предприятий. В частности, такие как: ООО «УКРКАВА» (производство кофе и кофейных напитков), ООО «Украинская Черноморская Индустрия» — (переработка растительного и соевого масла), ЗАО «АДМ Ильичевск» — (переработка растительного и соевого масла), ЗАО «Ильичевский масло жировой комбинат» — (переработка пальмовых масел), ООО «Аквафрост» — (производство крабовых палочек и морепродуктов).
На территории Черноморского городского совета построены 2 новые общеобразовательные школы — в поселке Александровка и в селе Малодолинское.
По инициативе Валерия Хмельнюка с 2007 город Черноморск — ассоциированный член экологического движения «Голубой флаг». Начиная с 2010 года, городской коммунальный пляж Черноморска получает Международный сертификат качества пляжей — «Голубой флаг».
В рамках проведения берегоукрепительных работ, в Приморском парке города был построен комплекс «Приморская лестница», который стал визитной карточкой города Черноморска.

## Награды
17.07.1972 г. — Орден Трудового Красного Знамени
22.08.1995 г. — Почётное звание «Заслуженный работник транспорта Украины»
09.04.1998 г. — Знак отличия Президента Украины — орден «За заслуги» III степени
06.12.2001 г. — Знак отличия Президента Украины — орден «За заслуги» II степени
21.02.2007 г. — Знак отличия Президента Украины — орден «За заслуги» I степени
В 2017 году Валерий Хмельнюк вошел в топ-100 влиятельных одесситов (4 место).

## Семья
Женат, имеет дочь.